# Japie rekent af
Japie rekent af is een Nederlandstalige jeugdroman, geschreven door Paul Biegel en uitgegeven in 1986 bij Uitgeverij Oberon in Haarlem. De eerste editie werd geïllustreerd door Carl Hollander.

## Inhoud
Nadat Japie in het vorige boek een enorme hoeveelheid geld vergaarde, probeert zijn moeder nu koste wat kost te voorkomen dat de familie ooit nog zo rijk wordt.